# タイラ・サントス
タイラ・サントス（Taila Santos、1993年6月22日 - ）は、ブラジルの女性総合格闘家。サンタカタリーナ州ジャラグァー・ド・スー出身。アストラ・ファイトチーム所属。

## 来歴
父親がムエタイのコーチであり、16歳からムエタイのトレーニングを始めた。その後、ムエタイと並行してブラジリアン柔術を始めた。

### 総合格闘技
2013年、 プロ総合格闘技デビュー。ローカル団体で14戦14勝（10KO・2一本）の戦績を残す。
2018年8月11日、Dana White's Contender Series Brazil 2でエステファニ・アルメイダと対戦し、3-0の判定勝ち。この勝利により、UFCとの契約権を獲得した。

### UFC
2019年2月2日、UFC初参戦となったUFC Fight Night: Assunção vs. Moraes 2で女子フライ級ランキング12位のマーラ・ロメロ・ボレラと対戦し、1-2の判定負け。キャリア16戦目で初黒星を喫した。
2020年7月16日、UFC on ESPN: Kattar vs. Igeで女子フライ級ランキング15位のモリー・マッキャンと対戦し、3-0の判定勝ち。
2020年12月19日、UFC Fight Night: Thompson vs. Nealで女子フライ級ランキング13位のジリアン・ロバートソンと対戦し、3-0の判定勝ち。
2021年9月25日、UFC 266で女子フライ級ランキング9位のロクサン・モダフェリと対戦し、3-0の判定勝ち。
2021年11月20日、UFC Fight Night: Vieira vs. Tateで女子フライ級ランキング5位のジョアン・ウッドと対戦し、リアネイキドチョークで1R一本勝ち。パフォーマンス・オブ・ザ・ナイトを受賞した。
2022年6月12日、UFC 275のUFC世界女子フライ級タイトルマッチで王者ヴァレンティーナ・シェフチェンコに挑戦。再三にわたりテイクダウンを奪いチョークを極めかけるなど善戦するも、僅差で1-2の5R判定負け。王座獲得に失敗した。
2023年8月26日、UFC Fight Night: Holloway vs. The Korean Zombieで女子フライ級ランキング3位のエリン・ブランチフィールドと対戦し、0-3の判定負け。
2023年11月7日、UFCからリリースされた。

## 人物・エピソード
- 既婚者であり、一人娘がいる。

## 戦績
| 総合格闘技 戦績 | 総合格闘技 戦績 | 総合格闘技 戦績 | 総合格闘技 戦績 | 総合格闘技 戦績 | 総合格闘技 戦績 | 総合格闘技 戦績 |
| --------------- | --------------- | --------------- | --------------- | --------------- | --------------- | --------------- |
| 22 試合         | (T)KO           | 一本            | 判定            | その他          | 引き分け        | 無効試合        |
| 19 勝           | 10              | 3               | 6               | 0               | 0               | 0               |
| 3 敗            | 0               | 0               | 3               | 0               | 0               | 0               |

| 勝敗 | 対戦相手                             | 試合結果                        | 大会名                                                                | 開催年月日     |
| ×    | エリン・ブランチフィールド           | 5分3R終了 判定0-3               | UFC Fight Night: Holloway vs. The Korean Zombie                       | 2023年8月26日  |
| ×    | ヴァレンティーナ・シェフチェンコ     | 5分5R終了 判定1-2               | UFC 275: Teixeira vs. Procházka 【UFC世界女子フライ級タイトルマッチ】 | 2022年6月12日  |
| ○    | ジョアン・ウッド                     | 1R 4:49 リアネイキドチョーク    | UFC Fight Night: Vieira vs. Tate                                      | 2021年11月20日 |
| ○    | ロクサン・モダフェリ                 | 5分3R終了 判定3-0               | UFC 266: Volkanovski vs. Ortega                                       | 2021年9月25日  |
| ○    | ジリアン・ロバートソン               | 5分3R終了 判定3-0               | UFC Fight Night: Thompson vs. Neal                                    | 2020年12月19日 |
| ○    | モリー・マッキャン                   | 5分3R終了 判定3-0               | UFC on ESPN 13: Kattar vs. Ige                                        | 2020年7月16日  |
| ×    | マーラ・ロメロ・ボレラ               | 5分3R終了 判定1-2               | UFC Fight Night: Assunção vs. Moraes 2                                | 2019年2月2日   |
| ○    | エステファニ・アルメイダ             | 5分3R終了 判定3-0               | Dana White's Contender Series Brazil 2                                | 2018年8月11日  |
| ○    | ライサ・コインブラ                   | 1R 1:27 KO（ボディブロー）      | Aspera FC 43 【AsperaFCバンタム級王座決定戦】                         | 2016年4月13日  |
| ○    | ブルーナ・ロッソ                     | 2R 3:06 KO（肘打ち）            | K.O. Combate 2                                                        | 2015年11月21日 |
| ○    | ジゼル・モレイラ                     | 5分3R終了 判定3-0               | Aspera FC 23                                                          | 2015年8月16日  |
| ○    | ジゼル・ペレイラ                     | 1R 1:06 TKO（ハイキック）       | Aspera FC 20                                                          | 2015年6月6日   |
| ○    | ウェレン・タイナラ・ソブリーニョ     | 1R 5:00 TKO（ドクターストップ） | Aspera FC 19                                                          | 2015年5月23日  |
| ○    | アナ・ポーラ・ダ・シウバ             | 1R 2:12 TKO（パンチ連打）       | Noxii Combat 1                                                        | 2015年5月17日  |
| ○    | ジュリアナ・マルチンス               | 1R 0:48 キーロック              | Aspera FC 17                                                          | 2015年4月4日   |
| ○    | ダニエラ・クリスティーナ・パトリシア | 1R 0:26 TKO（肘打ち連打）       | Aspera FC 16                                                          | 2015年3月29日  |
| ○    | ガブリエラ・ブエノ                   | 1R 1:17 サブミッション          | MMA Total Combat 2                                                    | 2015年3月21日  |
| ○    | マルタ・ソウザ                       | 1R 2:36 KO（パンチ）            | Aspera FC 15                                                          | 2015年2月1日   |
| ○    | レイチェル・カミンズ                 | 1R 4:28 TKO（パウンド）         | XFC International 6                                                   | 2014年9月27日  |
| ○    | ジェイシエル・ナシメント             | 1R 0:30 KO（ハイキック）        | University of Champions 1                                             | 2014年7月5日   |
| ○    | ケシニー・マラ                       | 1R 2:20 TKO（パンチ連打）       | Aspera FC 4                                                           | 2014年3月1日   |
| ○    | ジョジアニ・ヌネス・デ・リマ         | 5分3R終了 判定3-0               | Striker's House Cup 31                                                | 2013年11月23日 |

## 獲得タイトル
- Aspera FCバンタム級王座（2016年）

## 表彰
- UFC パフォーマンス・オブ・ザ・ナイト（1回）